# Pseudanillus
Pseudanillus is een geslacht van kevers uit de familie van de loopkevers (Carabidae). De wetenschappelijke naam van het geslacht is voor het eerst geldig gepubliceerd in 1896 door Bedel.

## Soorten
Het geslacht Pseudanillus omvat de volgende soorten:
- Pseudanillus cephalotes Coiffait, 1969
- Pseudanillus elongatulus (Normand, 1916)
- Pseudanillus laticeps Normand, 1911
- Pseudanillus magdalenae (Abeille de Perrin, 1894)
- Pseudanillus marocanus (Coiffait, 1969)
- Pseudanillus pastorum Zaballos & Banda, 1999